# Sigambir Gambir
Sigambir Gambir is een bestuurslaag in het regentschap Dairi van de provincie Noord-Sumatra, Indonesië. Sigambir Gambir telt 984 inwoners (volkstelling 2010).